# Stenoponia polyspina
Stenoponia polyspina är en loppart som beskrevs av Li Kueichen et Wang Dwenching 1964. Stenoponia polyspina ingår i släktet Stenoponia och familjen mullvadsloppor. Inga underarter finns listade i Catalogue of Life.